# Garneau-Québecor
Garneau-Québecor war ein kanadisches Radsportteam mit Sitz in Saint-Augustin-de-Desmaures.
Die Mannschaft wurde 2013 gegründet und nimmt als Continental Team an den UCI Continental Circuits teil. Manager ist William Garneau, der von den Sportlichen Leitern Steeve Harvey und Christian Leduc unterstützt wird.

## Saison 2017

### Erfolge in der UCI America Tour
Bei den Rennen der  UCI America Tour im Jahr 2017 gelangen dem Team nachstehende Erfolge.
| Datum    | Rennen                                    | Kat. | Fahrer             |
| -------- | ----------------------------------------- | ---- | ------------------ |
| 11. Juni | 4. Etappe Grand Prix Cycliste de Saguenay | 2.2  | Marc-Antoine Soucy |

### Mannschaft
| Teamkader 2017                        | Teamkader 2017    | Teamkader 2017 | Teamkader 2017       |
| Name                                  | Geburtsdatum      | Land           | Vorheriges Team      |
| ------------------------------------- | ----------------- | -------------- | -------------------- |
| Olivier Brisebois                     | 12. April 1995    | Kanada         |                      |
| Félix Côté-Bouvette                   | 8. Juli 1993      | Kanada         |                      |
| Jean-Simon D'Anjou                    | 19. März 1996     | Kanada         |                      |
| Elliott Doyle                         | 20. Januar 1994   | Kanada         |                      |
| Geoffroy Dussault (14. Jul.–31. Dez.) | 14. Februar 1986  | Kanada         |                      |
| Simon-Pierre Gauthier                 | 25. Februar 1993  | Kanada         |                      |
| Bruno Langlois                        | 1. März 1979      | Kanada         | 5-Hour Energy (2014) |
| Marc-Antoine Soucy (1. Jan.–12. Jul.) | 22. April 1995    | Kanada         |                      |
| Jean-François Soucy                   | 5. September 1997 | Kanada         |                      |
|                                       |                   |                |                      |
| Quelle: UCI                           |                   |                |                      |

Anmerkung: Olivier Brisebois
Anmerkung: Félix Côté-Bouvette
Anmerkung: Jean-Simon D'Anjou
Anmerkung: Elliott Doyle
Anmerkung: Geoffroy Dussault
Anmerkung: Simon-Pierre Gauthier

## Platzierungen in UCI-Ranglisten
UCI Africa Tour
| Saison    | Mannschaftswertung | Fahrerwertung        |
| --------- | ------------------ | -------------------- |
| 2013      | 12.                | Bruno Langlois (68.) |
| 2014      | 12.                | Janvier Hadi (16.)   |
| 2015-2016 | -                  | -                    |

UCI America Tour
| Saison | Mannschaftswertung | Fahrerwertung         |
| ------ | ------------------ | --------------------- |
| 2013   | 30.                | Adam Farabaugh (199.) |
| 2014   | 21.                | Pierrick Naud (40.)   |
| 2015   | 31.                | Jason Lowndes (137.)  |
| 2016   | 13.                | Bruno Langlois (40.)  |

UCI Europe Tour
| Saison    | Mannschaftswertung | Fahrerwertung             |
| --------- | ------------------ | ------------------------- |
| 2013      | 115.               | Rémi Pelletier-Roy (660.) |
| 2014      | 125.               | Pierrick Naud (1057.)     |
| 2015-2016 | -                  | -                         |